# Amberif

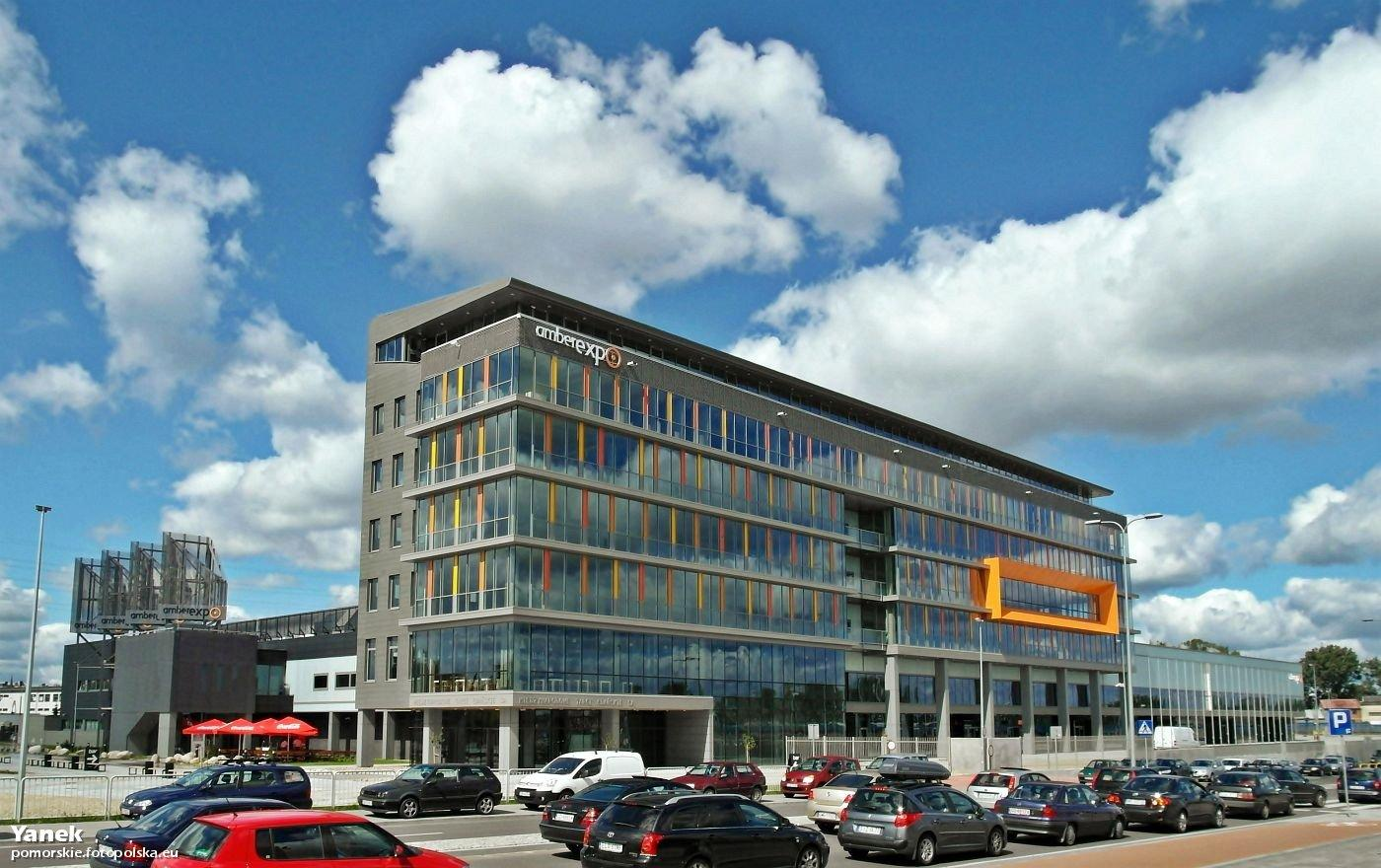
Budynek Amberexpo – od 2013 roku miejsce targów Amberif

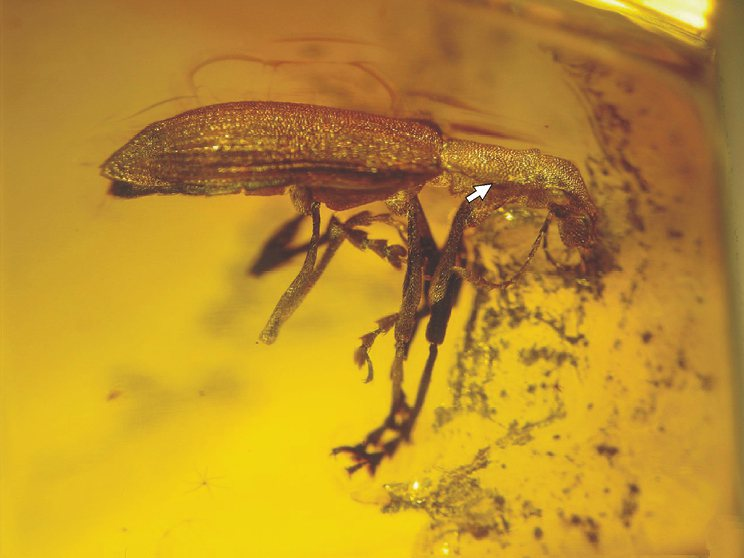
Bursztyn bałtycki i zawarta w nim inkluzja owada

Amberif – międzynarodowe targi bursztynu, biżuterii i kamieni jubilerskich odbywające się corocznie w Gdańsku. Uważane są za największe targi bursztynu na świecie. Pomysłodawcą targów był gdański artysta Giedymin Jabłoński.
Targi prowadzone są przez Międzynarodowe Targi Gdańskie SA, corocznie w marcu od roku 1994. Wyjątkiem była 27. edycja w 2020 r., która ze względu na wybuch pandemii COVID-19 została przesunięta na sierpień i odbyła się w dniach 26–29 sierpnia bez udziału zwiedzających (wstęp był tylko dla wystawców i przedstawicieli branż jubilerskiej oraz bursztynniczej). Pierwsza edycja w 1994 r. zgromadziła 49 wystawców, później liczba wystawców corocznie rosła aż do 373 w roku 2000. W latach 2001–2006 liczba ta wahała się w przedziale 329–417. W 2007 r. osiągnęła poziom 478 wystawców i od tego roku do 2013 zmienia się w granicach 440–480. W 2013 r. miała miejsce 20. edycja targów z udziałem 450 wystawców z 14 państw, po raz pierwszy w hali Centrum Wystawienniczo-Kongresowego Amberexpo (wcześniejsze edycje odbywały się również w Gdańsku, ale w hali przy ul. Beniowskiego). W czasie pandemii COVID-19 w roku 2020, w 27. edycji wzięło udział niecałych 240 wystawców z 13 państw. Targom od pierwszej edycji w 1994 r. towarzyszy międzynarodowa konferencja naukowa badaczy bursztynu, a od trzeciej edycji odbywa się na nich rozstrzygnięcie Międzynarodowego Konkursu na Projekt Biżuterii z Bursztynem Amberif Design Award. Targi od 2009 r. dostępne są tylko dla osób z branż jubilerskiej i bursztynniczej.
W kompleksie składającym się na Amber Expo, w którym odbywają się targi dostępne są m.in.: 3 hale wystawiennicze (12 000 m²), centrum konferencyjne, centrum prasowe, restauracja, powierzchnie biurowe (6000 m²).
Budowę rozpoczęto w 2011 r. Wykonawcą była Korporacja Budowlana Doraco, a samo centrum zdobyło III nagrodę w konkursie „Platynowe Wiertło” w kat. budownictwo użyteczności publicznej za 2012 r.
15 marca 2007 w trakcie targów Amberif z depozytu na terenie Międzynarodowych Targów Gdańskich zostały skradzione diamenty warte ok. 1,5 mln dolarów. Sprawcy nie zostali wykryci.